# Erich von Manstein
Fritz Erich von Manstein, före adoption 1896 von Lewinski, född 24 november 1887 i Berlin, död 11 juni 1973 i Irschenhausen, var en tysk general. Han betraktas tillsammans med Heinz Guderian som det moderna pansarvapnets föregångsmän, och betraktas allmänt som en av andra världskrigets skickligaste generaler avseende rörlig krigföring med mekaniserade förband.

## Biografi
von Manstein föddes i Berlin som ett av många barn till senare generalen Eduard von Lewinski (1829–1906) och hans hustru Helene. Han adopterades av sin barnlösa moster och hennes man, även han senare general. Då hans far var en traditionell preussisk officer fick sonen också en sådan fostran. Han började som hovpage vid det kejserliga hovet, innan han blev medlem av kadettkåren. Efter sex år i kadettkåren anslöt han sig till den Tyska kejserliga armén och 1906 fick han sin första tjänstgöring vid 3:e Gardesinfanteriet.
Efter att första världskriget brutit ut tjänstgjorde von Manstein i Belgien och förflyttades sedermera till Polen. Han skadades i november 1914. Efter en tids återhämtning återvände han till östfronten där han blev kapten i juli 1915 och tjänstgjorde fram till 1917 då han skickades till Frankrike.
Efter Versaillesfreden 28 juni 1919 anställdes von Manstein i Tysklands rikshär (Reichsheer), den reducerade armé som Versaillesfördraget tillät och som fram till 1945 ingick i Tysklands riksvärn (Reichswehr). Från 1923 till 1927 var han generalstabsofficer i militärområde (Wehrkreis) I, II och IV, blev major med datum beräknat från 1 februari 1927 och generalstabsofficer hos Infanteriführer IV 1 oktober samma år. I september 1929 placerades han i operationsavdelningen (Heeresabteilung) inom Truppenamt, den tyska arméns dåvarande motsvarighet till generalstab. von Manstein blev överstelöjtnant i april 1932, överste 1 december 1933 och stabschef hos Erwin von Witzleben i militärområde III, Berlin 1 februari 1934.
När Reichswehr övergick i Wehrmacht, som sedan var Tysklands krigsmakt till 1945 blev von Manstein 1 juli 1935 utsedd till chef för operationsavdelningen i arméns generalstab, befordrades till generalmajor 1 oktober samma år och blev samtidigt överkvartermästare och ställföreträdande stabschef under Ludwig Beck. I och med att Ludwig Beck ansåg honom som alltför samarbetsvillig med Tysklands politiska ledning, det vill säga Adolf Hitler, skickades han som chef för 18. divisionen till Schlesien.
När judar inte längre tilläts att tjänstgöra i tyska armén, var von Manstein en av få som öppet protesterade mot beslutet. Invändningarna var dock förgäves.

### Andra världskriget
Vid invasionen av Polen 1939 tjänstgjorde von Manstein som stabschef i den södra armégruppen under generalöverste Gerd von Rundstedt (1875-1953). I den rollen fick han kontakt med Günther Blumentritt och Henning von Tresckow. Tillsammans med dem utvecklade han en plan för att invadera Frankrike. von Manstein utvecklade sin plan i motsats till OKH:s plan som byggde på en upprepning av Schlieffenplanen. 
OKH (Oberkommando des Heeres), den tyska arméns överkommando eller generalstab, avslog planen inledningsvis och skickade von Manstein tillbaka till Schlesien som kårchef, men tack vare von Mansteins envishet godtog Hitler sedermera en modifierad version och den blev nu betecknad som Mansteinplanen. Von Manstein deltog inte i genomförandet av sin plan förrän mot slutet då han tjänstgjorde under general Günther von Kluge (1882–1944).

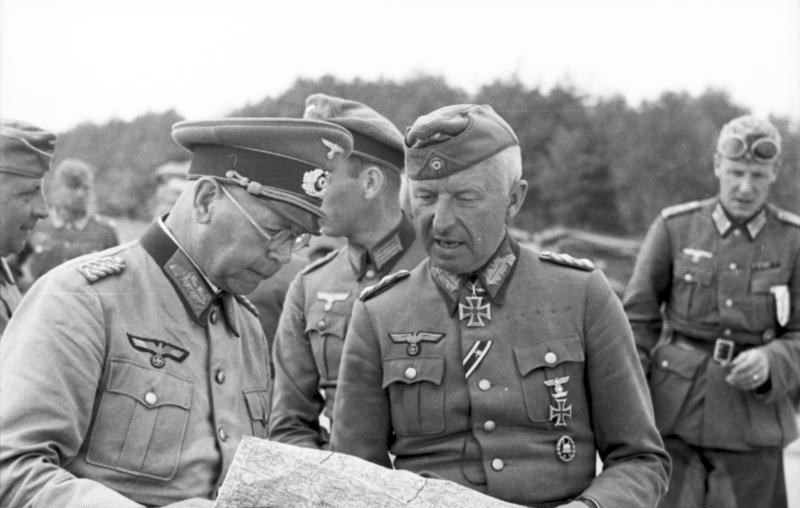
Von Manstein (t.h.) studerar en karta tillsammans med general Erich Brandenberger på östfronten den 21 juni 1941.

I februari 1941 utsågs von Manstein till chef för LVI. Armeekorps. Han deltog i den befattningen i Operation Barbarossa under general Erich Hoepner (1886-1944). Den 22 juni 1941 inledde von Manstein ett anfall där hans förband ryckte fram nästan 400 km under två dygn och erövrade då de kritiska förbindelserna i Dvinsk. Under de kommande månaderna fortsatte hans förband i hög takt och lyckades erövra knutpunkterna Demjansk och Torzok.
von Manstein utsågs till befälhavare för 11. Armee i september 1941 och hans första uppgift var att erövra Krimhalvön. Striderna på Krim blev synnerligen hårda och Röda Armén försvarade Sevastopol och dess marinbas och hamnar i Svarta Havet med alla krafter. Det tog 11:e armén och von Manstein till 2 juli 1942 att erövra Sevastopol.
Efter detta skickades von Manstein till Leningrad för att anfalla staden. Hitler var övertygad om att 11:e arméns tunga artilleri och de nya Tiger-stridsvagnarna skulle erövra staden. En rysk motoffensiv förekom dock tyskarnas operation och hårda strider utbröt som förhindrade operationen.
I armégrupp syd hade generalen Friedrich Paulus (1890-1957) nu fastnat utanför Stalingrad med 6:e armén och dess rumänska och italienska stödtrupper. I slutet på oktober motanföll ryssarna i Operation Uranus och inringade Paulus i Stalingrad. I november 1942 fick von Manstein därför order att undsätta Paulus. 11. Armén utgjorde nu kärnan i Armégrupp Don med vilken von Manstein anföll Röda Armén under ledning av Georgij Zjukov. Med sin sedvanliga förmåga att utnyttja rörelsen lyckades von Manstein att få 3 divisioner att komma inom 100 km från 6. Armee. Till följd av att Paulus fått order om att inte bryta belägringen under några som helst villkor tog de inte chansen att göra en utbrytning. Inom kort gav Georgij Zjukov order om ett motanfall och von Manstein tvingades retirera till Ukraina.
von Manstein omgrupperade och orsakade under det följande året Sovjetunionen ett svårt nederlag vid Krasnohrad med ett motanfall på sovjetiskt pansar som avancerat för långt. En uppskattning är att 23 000 sovjetiska soldater dödades och 9 000 tillfångatogs. von Manstein fortsatte och erövrade Charkiv och Belgorod i mitten av mars (se motoffensiven vid Charkiv 1943). von Manstein ville pressa den sovjetiska armén mot Azovska sjön (havsvik av Svarta havet belägen öster om Krimhalvön) men blev beordrad av Hitler att gå mot Kursk. Vårvädret avbröt stridigheterna för en period och de båda arméerna slog sig ner för att ersätta sina förluster.
Vid stridernas avtagande bildade den sovjetiska fronten en båge som tyskarna ansåg erbjöd en möjlighet till att omringa och slå ut sovjetiska förband i en kniptångsmanöver. von Manstein förde befäl över den södra skänkeln och lyckades tränga in i den sovjetiska frontlinjen, men offensiven fick avbrytas på grund av tunga förluster, sovjetiska motanfall och de västallierades landstigning på Sicilien. Under reträtten till Dnepr vållade von Manstein Röda armén svåra förluster.
von Manstein fortsatte att argumentera med Hitler avseende de övergripande strategierna och blev slutligen avsatt i mars 1944.

### 20 juli 1944
Trots att von Manstein ogillade Hitler av såväl militära som ideologiska skäl lär han svarat "Preussiska officerare gör inte uppror!", när han tillfrågades om att deltaga i konspirationen. Å andra sidan rapporterade von Manstein heller inte saken vidare till Gestapo eller ens till krigsmaktens underrättelsetjänst Abwehr.

### Efter kriget
Efter kriget blev von Manstein anklagad för krigsförbrytelser. von Manstein uppgav inför rätta att han var omedveten om de övergrepp och folkmord som begåtts i områden under hans ansvar. Rätten lade fram som bevis att von Manstein beordrat att "Det judiska bolsjevikiska systemet skulle utraderas en gång för alla". Manstein gav visserligen denna order men förbjöd samtidigt sina soldater från att begå övergrepp mot civilbefolkningen. Trots detta dömdes han den 24 februari 1950 till 18 års fängelse. Av medicinska skäl frigavs han dock redan den 6 maj 1953. von Manstein verkade under 1950-talet som rådgivare åt den nya tyska försvarsmakten Bundeswehr. 
Erich von Manstein avled 1973, 85 år gammal.

## Befordringar
| Datum           | Tjänstegrad            |
| --------------- | ---------------------- |
| 6 mars 1906     | Fänrik                 |
| 27 januari 1907 | Löjtnant               |
| 19 juni 1914    | Överlöjtnant           |
| 24 juli 1915    | Kapten                 |
| februari 1928   | Major                  |
| 1 april 1931    | Överstelöjtnant        |
| 1 december 1933 | Överste                |
| 1 oktober 1936  | Generalmajor           |
| 1 april 1938    | Generallöjtnant        |
| 1 juni 1940     | General av artilleriet |
| 7 mars 1942     | Generalöverste         |
| 1 juli 1942     | Generalfältmarskalk    |